# 東京都立医療技術短期大学
東京都立医療技術短期大学（とうきょうとりついりょうぎじゅつたんきだいがく、英語: Tokyo Metropolitan College of Allied Medical Sciences）は、東京都荒川区東尾久7-2-10に本部を置いていた日本の公立大学である。1986年に設置され、2000年に廃止された。大学の略称は都医短。

## 概要

### 大学全体
- 東京都荒川区に所在した日本の公立短期大学で、設置主体は東京都[1]。
- 1986年に4学科体制で開学し、1986年には専攻科2専攻を置く。
- 1997年度の入学生を最後に[注釈 2]、2000年に短期大学としての使命を終える[4]。

### 教育および研究
- 東京都立医療技術短期大学は医療従事者の育成に力をいれていた。

### 学風および特色
- 東京都立医療技術短期大学は旧来設置された3つの都立医療系専門学校を統合・発展改組してできた短大であり、全学科男女共学となっていた。

## 沿革
- 1958年
  - 4月1日 東京都立診療エックス線技師養成所を創設。
- 1969年
  - 4月1日 東京都立府中リハビリテーション学院を創設。
- 1969年
  - 12月20日 東京都立診療放射線専門学校を創設。
- 1970年
  - 12月16日 東京都立新宿高等看護学院を創設。
- 1972年 診療エックス線技師養成所廃止。
- 1977年
  - 4月1日 東京都立府中リハビリテーション学院、東京都立府中リハビリテーション専門学校に改称
  - 同 新宿高等看護学院、学校教育法改正により東京都立新宿看護専門学校に改称。
- 1984年
  - 7月 東京都立医療技術短期大学運営検討委員会が発足している[5]。
- 1986年
  - 4月1日 東京都立医療技術短期大学が以下の学科体制にて開学する[注 2]。
    - 看護学科 入学定員80名
    - 診療放射線学科 入学定員40名
    - 理学療法学科 入学定員30名
    - 作業療法学科 入学定員30名

  - 5月1日 学生数[8]/定員
    - 看護学科 80[注釈 3]/80
    - 診療放射線学科 40[注 3]/40
    - 理学療法学科 30[注 4]/30
    - 作業療法学科 30[注 5]/30

  - 6月27日 東京都立医療技術短期大学開学式が行われる[9]。
- 1988年
  - 3月31日 前身の3専門学校を廃止
- 1989年
  - 4月1日 専攻科に以下の専攻課程を設置[注 6]。
    - 助産学専攻
    - 地域看護学専攻
- 1992年
  - 4月 学生自治会発足。教務部長職設置（副学長職の廃止に伴う）。
  - 5月、校章デザイン決定
- 1993年
  - 1月 校旗製作
- 1994年
  - 4月1日 学科の入学定員を以下の通り増員する[12]。
    - 理学療法学科 30→40
    - 作業療法学科 30→40

  - 5月1日 学生数[13]/定員
    - 理学療法学科 106[注 7]/100
    - 作業療法学科 108[注 8]/100
- 1997年
  - 4月1日 この年度で学生募集が最後となる[注釈 2]。
  - 5月1日 学生数[14]/定員
    - 看護学科 235[注 9]/240
    - 診療放射線学科 116[注 10]/120
    - 理学療法学科 124[注 11]/120
    - 作業療法学科 123[注 12]/120
- 1998年
  - 5月1日 学生数[15]/定員
    - 看護学科 156[注 13]/160
    - 診療放射線学科 80[注 14]/80
    - 理学療法学科 83[注 15]/80
    - 作業療法学科 83[注 16]/80
- 1999年
  - 5月1日 学生数[16]/定員
    - 看護学科 80[注 17]/80
    - 診療放射線学科 41[注 18]/40
    - 理学療法学科 43[注 19]/40
    - 作業療法学科 44[注 20]/40
- 2000年
  - 3月31日 左記をもって廃止。

## 基礎データ

### 所在地
- 東京都荒川区東尾久7-2-10[注釈 1]

## 教育および研究

### 組織

#### 学科[注 21]
- 看護学科 入学定員80名
- 診療放射線学科 入学定員40名
- 理学療法学科 入学定員40名
- 作業療法学科 入学定員40名

#### 専攻科
- 助産学専攻  入学定員40名
- 地域看護学専攻  入学定員30名

#### 別科
- なし

#### 取得資格について
受験資格
- 看護師：看護学科
- 診療放射線技師：診療放射線学科
- 理学療法士：理学療法学科
- 作業療法士：作業療法学科
- 保健婦：専攻科地域看護学専攻
- 助産婦：専攻科助産学専攻

#### 附属機関
- 附属図書館[18]

### 研究
- 『東京都立医療技術短期大学紀要』[19]

## 学生生活

### 部活動・クラブ活動・サークル活動
- 東京都立医療技術短期大学で活動していたクラブ活動[20]
  - 体育系：剣道・テニス・スキー・バレーボール・陸上競技・卓球・ダンス・バスケットボール・バドミントンほか。
  - 文化系：茶道・軽音楽・ボランティアほか

### 学園祭
- 東京都立医療技術短期大学の学園祭は「青鳩祭」と呼ばれて、例年10月に行われていた[18]。

## 大学関係者と組織

### 大学関係者一覧
- 遠藤恵美子　武蔵野大学名誉教授
- 佐藤みつ子　山梨大学名誉教授、SBC東京医療大学教授

#### 出身者
- 山本舞衣子：2000年 看護学科卒業。日本テレビアナウンサー

## 施設

### キャンパス
- 設備[18]
  - 校舎：5階建
  - 管理棟・厚生棟：2階建
  - 図書館棟：2階建
  - 体育館：2階建
  - 講堂
- 面積はおよそ建物敷地で26,960m2、グラウンドで6,500、テニスコートで1,500となっていた[18]。

### 学生食堂
- 東京都立医療技術短期大学の学生食堂（学食）は「管理棟・厚生棟」の1階にあった[18]。

## 対外関係

### 系列校
- 東京都立大学 (1949-2011)
- 東京都立立川短期大学
- 東京都立商科短期大学
- 東京都立工科短期大学

## 社会との関わり
- 公開講座が行われていた。

## 卒業後の進路について

### 就職について
- ほぼ全員が、医療技術の専門職として病院や各種診療所などに就職しているものとみられる。実績の一例として虎の門病院・東京大学医学部附属病院・東京慈恵会医科大学附属病院・目白病院・昭和大学藤ヶ丘リハビリテーション病院などがある[20]。

### 編入学・進学実績
- これまでの実績として、看護学科では東京大学などに編入学した人もみられる。